# Golem Volley
La Golem Volley è una società pallavolistica femminile italiana con sede a Palmi.

## Storia
La Golem Volley partecipa per la prima volta alla Serie B2 nella stagione 2011-12: al termine dell'annata 2013-14, dopo il secondo posto in regular season nel proprio girone, partecipa per la prima volta ai play-off promozione, venendo sconfitta in finale; tuttavia viene ripescata in Serie B1.
Nella stagione 2014-15 partecipa quindi alla terza divisione nazionale e, dopo aver chiuso la regular season al secondo posto, vince i play-off promozione, battendo in finale la Pallavolo Cisterna 88.
Nell'annata 2015-16 esordisce in Serie A2: nella stagione 2016-17 si qualifica per la prima volta alla Coppa Italia di Serie A2, eliminata poi ai quarti di finale. La società non presenta la domanda d'iscrizione al campionato 2017-18.

## Rosa 2016-2017
| N° | Nome                 | Ruolo | Data di nascita   | Nazionalità sportiva |
| -- | -------------------- | ----- | ----------------- | -------------------- |
| 1  | Tiffany de Abreu     | S     | 29 ottobre 1984   | Brasile              |
| 3  | Monica Lestini       | S     | 13 gennaio 1994   | Italia               |
| 6  | Giovanna Tomaselli   | S     | 17 luglio 1992    | Italia               |
| 7  | Elisa Zanette        | S/O   | 17 febbraio 1996  | Italia               |
| 10 | Alice Barbagallo     | L     | 24 aprile 1997    | Italia               |
| 11 | Erica Vietti         | P     | 11 novembre 1992  | Italia               |
| 13 | Ludovica Guidi       | C     | 17 dicembre 1992  | Italia               |
| 14 | Valeria Caracuta     | P     | 14 dicembre 1987  | Italia               |
| 16 | Tiziana Veglia       | C     | 13 settembre 1992 | Italia               |
| 17 | Geraldina Quiligotti | L     | 16 ottobre 1994   | Italia               |
| 18 | Francesca Moretti    | S     | 5 febbraio 1985   | Italia               |